# Greenville (Oklahoma)
Greenville es un lugar designado por el censo ubicado en el condado de Love en el estado estadounidense de Oklahoma. En el Censo de 2020 tenía una población de 167 habitantes y una densidad poblacional de 50 habitantes por km². Fue incluido como CDP en el censo de 2020.

## Geografía
Greenville se encuentra ubicado en las coordenadas 34°0′18″N 97°7′50″O / 34.00500, -97.13056. Según la Oficina del Censo de los Estados Unidos,  tiene una superficie total de 3,34 km², de la cual 3,30 km² corresponden a tierra firme y 0,04 km² a agua.